# Società Sportiva Dilettantistica Sambenedettese
Società Sportiva Sambenedettese Calcio é um clube de futebol italiano da cidade de San Benedetto del Tronto que disputa a Série C1. Já disputou por 21 vezes a Série B. Suas cores são o vermelho e o azul escuro.

## Rivalidades
O maior derby na região de Marche é entre Ascoli e Sambenedettese (Samb, Samba). Para muitos pode parecer o maior derby na região de Marche é entre Ascoli e Ancona, isto não é a verdade. A última vez que o "derby" foi jogado entre Ascoli e Sanbenedettese em uma temporada do campeonato foi em 1986. San Benedetto Del Tronto é uma cidade na província de Ascoli Piceno, a apenas 20 minutos de distância da cidade de Ascoli Piceno. É um ódio intenso uns dos outros, com o orgulho de cada área defendeu apaixonadamente. Diz-se que uma pessoa que usa as cores oposições no seu território, o problema é mais provável de ocorrer.